# سورن
شوناسورن ساجاكول ( (بالتايلندية: ชลนสร สัจจกุล)‏ من مواليد 18 نوفمبر 1996) ، والمعروفة باسمها الفني سورن ( (هانغل: 손) ؛ (بالتايلندية: สร)‏ ) مغنية تايلاندية في كوريا الجنوبية. كانت الفائزة بموسم K-Pop Star Hunt الأول في عام 2011 ، ثم أصبحت لاحقًا عضوة في فرقة الفتيات الكوريات الجنوبيات ، سي إل سي ، تحت إدارة شركة كيوب إنترتيمنت . انها تنتج أيضا مقاطع الفيديو على قناة YouTube Produsorn، التي أطلقتها في 2019. تقوم سورن بتحميل مدونات فيديو ومحتوى من وراء الكواليس لفرقة سي إل سي.

## حياتها المبكرة
عندما كانت سورن طفلة ، سمحت لها والدتها بالحصول على دروس صوتية لتحقيق هدفها في أن تصبح مغنية. ولدت في عائلة ثرية ، والدها ، واناستانا ساجاكول ‏ ، كان يعمل سابقًا لرئيس وزراء تايلاند  وشقيقها تيرابات ساجاكول ‏ ممثل ومغني مشهور في تايلند.

## الحياة الشخصية
سورن لديها صداقات مع زملائها التايلندين في الكيبوب مثل، ميني ، ليزا ، بامبام و تين .

## روابط خارجية
- Sorn  على فيسبوك.
- سورن على إنستغرام
- sssorn_clc على تويتر.